# Swiftia borealis
Swiftia borealis is een zachte koraalsoort uit de familie Plexauridae. De koraalsoort komt uit het geslacht Swiftia. Swiftia borealis werd in 1930 voor het eerst wetenschappelijk beschreven door Kramp. 